# Zerstörung von Friesoythe (1945)

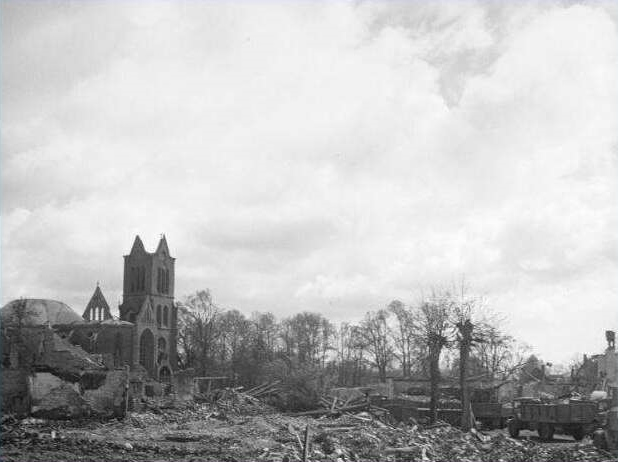
Die zerstörte Stadt am 26. April 1945.

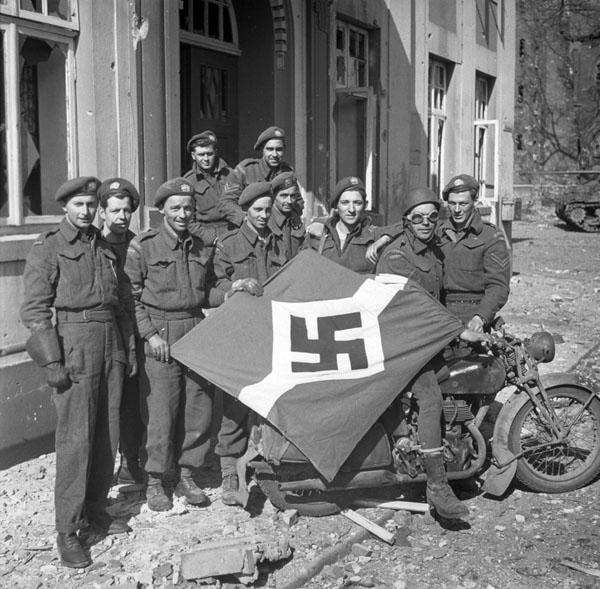
Kanadische Soldaten mit Hitlerjugendflagge in Friesoythe am 16. April 1945

Die Zerstörung von Friesoythe fand am 14. April 1945 während der Invasion der Westalliierten in Deutschland gegen Ende des Zweiten Weltkriegs statt. Anfang April griff die 4. kanadische (gepanzerte) Division, die in den Nordwesten Deutschlands vordrang, die deutsche Stadt Friesoythe an. Das kanadische Infanterieregiment The Argyll and Sutherland Highlanders of Canada eroberte die Stadt. Während des Kampfes wurde der Kommandeur eines Bataillons des Regiments von einem deutschen Soldaten getötet. Fälschlicherweise wurde aber von kanadischer Seite angenommen, dass er von einem deutschen Zivilisten getötet worden sei.
Unter diesem Irrglauben befahl der Kommandeur der Division, Generalmajor Christopher Vokes, dass die Stadt als Vergeltung im Wesentlichen zerstört werden solle. Die Trümmer sollten verwendet werden, um Krater in den örtlichen Straßen zu füllen, um sie für die Panzer und schweren Fahrzeuge der Division passierbar zu machen. Einige Tage zuvor hatte die Division in einer ähnlichen Repressalienaktion das Zentrum der Ortschaft Sögel zerstört und auch diese Trümmer genutzt, um die Straßen befahrbar zu machen.
Der Vorfall wurde kaum öffentlich zur Kenntnis genommen. Er wird allerdings in den Regimentsgeschichten der beteiligten Einheiten und in mehreren Berichten über die Kampagne behandelt. Vierzig Jahre später schrieb Vokes in seiner Autobiografie, dass er „keine große Reue über die Beseitigung von Friesoythe“ empfinde. Die kanadischen Behörden hatten den Vorfall nicht untersucht.

## Hintergrund

### Taktik der Alliierten
Bis September 1944 hatten die Westalliierten die deutsche Westgrenze erreicht und bis Ende Oktober Aachen, die erste große deutsche Stadt, erobert. In den folgenden sechs Monaten überrannten sie einen Großteil Westdeutschlands. Im November erklärte das Oberste Hauptquartier der Alliierten Expeditionsstreitkräfte (SHAEF) öffentlich, dass die Streitkräfte der Westalliierten sich hinsichtlich ihrer Behandlung von Zivilisten strikt an das Völkerrecht halten würden. In dem Handbuch des SHAEF Combatting the Guerilla (deutsch etwa: zur Bekämpfung der Guerilla) wurde jedoch festgestellt, dass es Umstände gab, unter denen Kommandanten „strenge Maßnahmen“ gegen Zivilisten ergreifen konnten, um schnell auf Guerilla-Angriffe zu reagieren, obwohl dies gegen die Haager Landkriegsordnung verstieß.
Die Häufigkeit und Art der Vergeltungsmaßnahmen unterschied sich zwischen den nationalen Kontingenten innerhalb der Streitkräfte der Westalliierten. Nach der Politik der SHAEF zerstörten Angehörige der Streitkräfte der Vereinigten Staaten mehrmals deutsche Gebäude, manchmal ganze Dörfer, und ergriffen andere Maßnahmen gegen deutsche Zivilisten. Französische Truppen verfolgten einen ähnlichen, oftmals strengeren Ansatz als die Amerikaner. Die britischen Kommandeure missbilligten Vergeltungsmaßnahmen gegen Zivilisten, und britische Truppen führten nur wenige Repressalien durch.
Die 1. Kanadische Armee diente in der überwiegend britischen 21. Armeegruppe und übte häufiger Vergeltung gegen deutsche Zivilisten als die Briten. Der Kommandeur der 4. kanadischen (gepanzerten) Division, Generalmajor Christopher Vokes, glaubte, dass die Zerstörung von deren Privateigentum die geeignetste Möglichkeit sei, auf den Widerstand deutscher Zivilisten zu reagieren. Die Division führte daher häufiger als jede andere kanadische Formation Vergeltungsmaßnahmen gegen deutsches Eigentum durch.

### Einstellung der Alliierten
Frustration und Ärger über den anhaltenden Widerstand der Deutschen in einer eindeutig hoffnungslosen Lage und wegen der als unnötig angesehenen Opfer, die dies verursachte, waren in den alliierten Truppen weit verbreitet. Dass deutsche Soldaten und Zivilisten streng und sogar rücksichtslos behandelt werden sollten, wurde daher als gerechtfertigt angesehen. Am 15. April erreichten Briten und Kanadier das Konzentrationslager Bergen-Belsen, wo es aufgrund der Lagerbedingungen Fälle von Kannibalismus unter den Insassen gegeben hatte. Der Historiker Rick Atkinson schrieb, dass „diese Enthüllungen vom April … anhaltende Empörung auslösten“.
Dies war auf allen Ebenen der Fall. Ein amerikanischer Offizier schrieb: „Die Haltung des Oberkommandos schien zu sein, dass diese Leute … die volle Bedeutung des Krieges und das, was ihre Truppen anderen Leuten angetan hatten, spüren sollten.“ Der US-General George S. Patton schrieb in sein Tagebuch: „In Hunderten von Dörfern … sind die meisten Häuser Steinhaufen … das meiste davon habe ich getan.“ Als ein Scharfschütze auf einen seiner Offiziere schoss, befahl er, mehrere deutsche Häuser niederzubrennen. Als der Kommandeur der 3. US-Panzerdivision, Maurice Rose, am 30. März bei Paderborn getötet wurde, wurden mehrere Dörfer von seinen wütenden Truppen zerstört, gefangene verwundete Deutsche an Ort und Stelle erschossen und mindestens 45 Deutsche wurden nach deren Kapitulation hingerichtet. Ein Artillerieoffizier schrieb im April nach Hause: „Wir sollten ungefähr tausend Schuss in jede [deutsche] Stadt schießen. Würde ihnen gut tun.“ Mindestens ein britisches Bataillon weigerte sich, Gefangene der Waffen-SS zu nehmen, und erschoss diejenigen, die sich ergeben hatten. Ein Offizier des Bataillons begründete dies mit der „Grausamkeit“ der SS. Ein britischer Bataillonskommandeur fasste die risikoscheue Haltung innerhalb seiner Einheit zusammen: „In dieser Phase des Krieges war niemand sehr daran interessiert, Medaillen zu verdienen“ und ein britischer Pilot schrieb: „Es schien eine dumme Zeit zu sein, um zu sterben.“ Ein britischer Unteroffizier sprach für viele, als er schrieb: „Warum geben die dummen Bastarde nicht auf?“ Einige Divisionen hatten Mitte April ihr letztes Todesopfer erlitten. Der Historiker Max Hastings schrieb: „Der finale angloamerikanische Vormarsch durch Deutschland bot … viele dumme kleine Schlachten, die das Leben von Männern verschwendeten.“

### Schlacht um Sögel

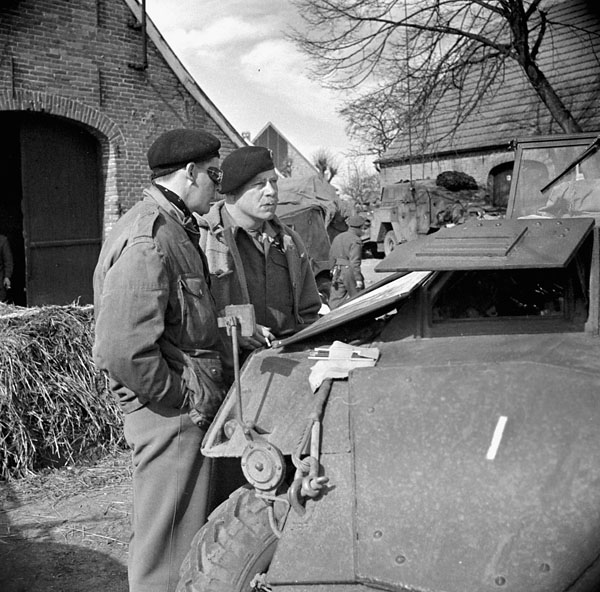
Major General Christopher Vokes (rechts) mit Brigadier Robert Moncel in Sögel am 10. April 1945.
Foto: A. Stirton – Library and Archives Canada

Anfang April 1945 rückte die 4. (gepanzerte) kanadische Division als Teil des II. Kanadischen Korps nach dem alliierten Rheinübergang im Zuge der Operation Plunder aus den östlichen Niederlanden weiter vor. Am 4. April überquerten die kanadischen Argyll and Sutherland Highlanders, ein Infanterie-Regiment, das zur 10. Infanteriebrigade der 4. kanadischen Division gehörte, den Fluss Ems und eroberten die Stadt Meppen, wobei nur ein Opfer zu beklagen war. Zu den deutschen Kriegsgefangenen gehörten mehrere 17-jährige Jugendliche mit einer militärischen Erfahrung von weniger als acht Wochen.
Die Division rückte danach weitere 25 Kilometer auf den Ort Sögel vor, den das Lake Superior Regiment (Motor) am 9. April eroberte. Am folgenden Tag schlug die Einheit gemeinsam mit Panzern des Lincoln and Welland Regiments mehrere deutsche Gegenangriffe zurück, bevor die Stadt für geräumt erklärt wurde. Einige deutsche Zivilisten hatten sich den Kämpfen angeschlossen und sollten für den Tod mehrerer kanadischer Soldaten verantwortlich sein. Vokes, der daraufhin glaubte, der Zivilbevölkerung müsse eine Lektion erteilt werden, befahl die Zerstörung des Stadtzentrums mittels mehrerer LKW-Ladungen Dynamit. Soldaten der Division bezeichneten Vokes daher als „The Sod of Sögel“ (deutsch etwa: „Der Scheißkerl von Sögel“).
Eine zusätzlich durchgeführte Untersuchung bestätigte, dass deutsche Zivilisten an den Kämpfen teilgenommen und für den Verlust kanadischer Leben verantwortlich waren. Als Repressalie und Warnung wurde daher eine Reihe von Häusern im Zentrum von Sögel von Pionieren zerstört.

## Schlacht um Friesoythe
Der kanadische Vormarsch setzte sich über das westfälische Tiefland fort und erreichte am 13. April einen strategischen Scheideweg am Stadtrand von Friesoythe. Ihr weiteres Ziel in Richtung Oldenburg war die Brücke in Edewechterdamm über den Küstenkanal. Allerdings war zu Beginn des Frühlings der Boden nass und schwere Fahrzeuge konnten abseits der Hauptstraßen nicht fahren. Dies machte Friesoythe, 32 km westlich von Oldenburg an der Soeste gelegen, zu einem entscheidenden Bollwerk der Deutschen. Denn, wenn es den Deutschen gelänge, die Stadt zu halten, wäre der Großteil der Kanadier nicht in der Lage, ihren Vormarsch fortzusetzen. Der größte Teil der 4.000 Einwohner war am 11. und 12. April auf das Land evakuiert worden. Mehrere hundert Fallschirmjäger des Bataillons Raabe der 7. Fallschirmjägerdivision und eine Reihe von Panzerabwehrgeschützen verteidigten die Stadt. Die Fallschirmjäger schlugen den ersten Angriff des Lake Superior Regiments zurück, bei dem eine Reihe von Toten und Verwundeten zu beklagen waren. Deutsche Opfer sind nicht bekannt.
Vokes befahl die Wiederaufnahme des Angriffs durch die Argyll- und Sutherland-Highlanders unter der Führung des Oberstleutnant Frederick E. Wigle. Die Argylls starteten am frühen Morgen des 14. April über die Ellerbrocker Straße einen Frontalangriff, um die Deutschen von einem Überraschungsangriff aus dem Osten über den Stadtteil Meeschen abzulenken. Die Taktik ging auf und der Angriff stieß nur auf vereinzelten Widerstand der ungeordneten Besatzung, sodass die Argylls um 10:30 Uhr die Stadt sicherten. Wigle und seine Hauptquartiergruppe koordinierten den Angriff von einem abgelegenen Haus am Friesoyther Stadtrand aus. Um ca. 8:00 Uhr kamen etwa 50 deutsche Soldaten aus einem Wald in der Nähe von Wigles Gefechtsstand. Offenbar hatten sie die Anwesenheit der Kanadier nicht bemerkt und wurden erst auf sie aufmerksam, als diese das Feuer eröffneten. Wigle forderte Verstärkung an, während die Deutschen unter Verlusten auf das Haus vorrückten. Als sie es schließlich erreichten, wurde Wigle tödlich getroffen. Eine durch ein Fenster in das Haus geworfene Granate verwundete dazu mehrere kanadische Soldaten und tötete weitere zwei. In der Folge trafen zwei kanadische Kompanien ein und töteten die Deutschen oder nahmen sie gefangen.

### Zerstörung von Friesoythe
Vokes war wütend, als er von Wigles Tod erfuhr, da das Gerücht kursierte, Wigle sei durch einen lokalen Zivilisten getötet worden. In seiner Autobiografie schrieb er: „Ein erstklassiger Offizier von mir, für den ich besondere Wertschätzung und Zuneigung empfand und an dem ich wegen seiner Führungsqualitäten ein besonderes berufliches Interesse hatte, war nicht nur getötet, sondern, wie mir berichtet wurde, aus dem Hinterhalt in den Rücken geschossen worden“. Vokes schrieb weiter: „Ich habe meine GSO1 gerufen … ‚Mac‘, brüllte ich ihn an, ‚ich werde diese gottverdammte Stadt zerstören. Sagen Sie ihnen, wir werden den verdammten Ort einebnen. Holen Sie die Leute zum Teufel erstmal aus ihren Häusern raus.“ Vokes' Stabsoffizier, Oberstleutnant Mackenzie Robinson, überzeugte ihn, diesen Befehl nicht schriftlich zu erteilen oder eine Proklamation an die Zivilbevölkerung vor Ort zu richten.
Die Argylls hatten spontan begonnen, Friesoythe als Vergeltungsmaßnahme für den Tod ihres Befehlshabers in Brand zu setzen. Nachdem Vokes seinen Befehl erteilt hatte, wurde die Stadt systematisch mit auf Wasp Carriers montierten Flammenwerfern in Brand gesteckt. Andere Soldaten verteilten sich in Seitenstraßen und warfen Phosphorgranaten oder improvisierte Molotowcocktails aus Benzinbehältern in Gebäude. Der Angriff dauerte über acht Stunden und Friesoythe wurde fast vollständig zerstört. Wie der kommandierende Offizier des Algonquin-Regiments später schrieb, „haben die wütenden Hochländer den Rest dieser Stadt geräumt, wie seit Jahrhunderten keine Stadt mehr geräumt wurde“. Das Kriegstagebuch der 4. Kanadischen Panzerbrigade verzeichnet: „als die Dunkelheit hereinbrach, erinnerte Friesoythe an Dantes Inferno“.
In der offiziellen kanadischen Geschichtsschreibung heißt es, dass Friesoythe „aufgrund einer irrtümlichen Vergeltung in Brand gesteckt wurde“. Der Schutt wurde verwendet, um die örtlichen Straßen für die Panzer der Division zu verstärken, die aufgrund der vielen Krater in den Straßen vor der Stadt nicht hatten nachrücken können.
Es wurden mehrere Versuche unternommen, befahrbare Straßen für die Fahrzeuge zu finden, aber die Hauptstraße zwischen Cloppenburg und Friesoythe war in der Nähe der letzteren Stadt stark verkratert, und die kleinen Straßen konnten dem Schwerverkehr nicht standhalten.

### Zivile Opfer und Schäden
Während der Kämpfe um Friesoythe und danach kamen zehn Zivilisten aus der Stadt und weitere zehn aus den umliegenden Dörfern ums Leben. Es gab Berichte über Zivilisten, die tot auf der Straße lagen. Nach einer deutschen Einschätzung wurden 85 bis 90 Prozent der Stadt während der Repressalien zerstört. Die Brockhaus-Enzyklopädie schätzte die Zerstörung auf bis zu 90 Prozent. Die Website der Stadt berichtet, dass von 381 Häusern in der Stadt 231 zerstört und weitere 30 stark beschädigt wurden.  Im Vorort Altenoythe wurden 120 Häuser und 110 andere Gebäude zerstört. 2010 schrieb der Autor Mark Zuehlke: „Nicht ganz Friesoythe wurde verbrannt, aber sein Zentrum wurde zerstört.“

## Nachwirkungen
Das Kriegstagebuch des Regiments erwähnte die Zerstörung des Ortes nicht und stellte lediglich beiläufig fest, dass „viele Feuer wüteten“. Über die absichtliche Zerstörung auf Divisions-, Korps- oder Armee-Ebene gibt es keine Aufzeichnungen. Das Kriegstagebuch des 8. Anti-Aircraft-Regiments der Division berichtet, dass „die Argylls gestern in dieser Stadt von deutschen Streitkräften mit Unterstützung der Zivilbevölkerung angegriffen wurden und heute die ganze Stadt systematisch zerstört wird. Eine strenge Sühne …“  Die Argyll und Sutherland Highlanders erhielten, ebenso wie das Lake Superior Regiment (Motor) und das Lincoln and Welland Regiment, die „Battle Honours“ „Friesoythe“. Die kanadischen Behörden haben weder den Schaden noch die Opfer unter der Zivilbevölkerung untersucht.
Am 16. April griff das Lincoln and Welland Regiment den Ort Garrel an, 16 km südöstlich von Friesoythe. Nach einem deutschen Akt der Perfidie – der Bürgermeister übergab die Stadt, aber der erste Panzer, der einfuhr, wurde von einer Panzerfaust zerstört – befahl der Bataillonskommandeur, Wigles Schwager, „auf jedes Gebäude, das keine weiße Flagge zeigte, das Feuer zu eröffnen“. Bevor der Befehl ausgeführt wurde, wurde dieser allerdings widerrufen und das Dorf verschont. In einem weiteren Fall wurde ein kanadischer Trupp aufgrund einer „nicht näher benannten Verfehlung“ damit beauftragt, das Dorf Mittelsten Thüle im Zuge einer Strafexpedition niederzubrennen. Nachdem bereits drei Häuser in Flammen standen, wurden die Soldaten von kanadischen Sappeuren davon abgehalten, da die Zivilbevölkerung von Mittelsten Thüle wichtige Arbeiten an einem Armeesägewerk verrichtete.
Später im Feldzug zerstörten kanadische Truppen die Häuser von drei Männern, die im Verdacht standen, in der Nähe von Wilhelmshaven eine Sprengfalle aufgestellt zu haben, die einen kanadischen Soldaten verwundete.

### Nach Kriegsende
Anfang 1946 hörte Vokes, nun Kommandeur der kanadischen Besatzungstruppen in Europa, eine Berufungsverhandlung gegen das Todesurteil von Kurt Meyer, einem verurteilten deutschen Kriegsverbrecher, der während der Operation Overlord Befehle zu Morden an Kriegsgefangenen gab, in deren Folge auch 187 kanadische Soldaten ermordet wurden. In Bezug darauf sagte Vokes dem kanadischen Hochkommissar in London: „Ich erzählte ihnen von Sögel und Friesoythe sowie von den Gefangenen und Zivilisten, die meine Truppen in Italien und Nordwesteuropa getötet hatten.“ Auf Anordnung Vokes wurde das Urteil in eine lebenslange Haftstrafe umgewandelt. Vokes sagte dazu: „Es gibt keinen General oder Oberst auf alliierter Seite, von dem ich weiß, dass er nicht gesagt hat: Nun, diesmal wollen wir keine Gefangenen.“
Der im Dienst der kanadischen Armee stehende Historiker Oberst Charles Stacey besuchte Friesoythe am 15. April und schrieb in seinem Werk Official History of the Canadian Army in the Second World War:

“…as a result, the town of Friesoythe, or a great part of it, was set on fire in a mistaken reprisal. There is no record of how this came about.”

„… Infolgedessen wurde die Stadt Friesoythe oder ein großer Teil davon in einer irrtümlichen Repressalie in Brand gesteckt. Es gibt keine Aufzeichnungen darüber, wie dies zustande kam.“

Bezugnehmend darauf schrieb der Historiker Mark Zuehlke, dass es Aufzeichnungen über die Ereignisse in den Kriegstagebüchern mehrerer Einheiten gab, dass er jedoch nicht glaubte, dass Staceys Unbestimmtheit ein aktiver Vertuschungsversuch war. In seinen Memoiren von 1982 erweiterte Stacey die offizielle Geschichte und bemerkte, dass das einzige Mal, dass er sah, was als Kriegsverbrechen kanadischer Soldaten angesehen werden konnte, war als...

“… at Friesoythe, the Argyll and Sutherland Highlanders of Canada of this division lost their popular commanding officer… as a result a great part of the town of Friesoythe was set on fire in a mistaken reprisal. This unfortunate episode only came to my notice and thus got into the pages of history because I was in Friesoythe at the time and saw people being turned out of their houses and the houses burned. How painfully easy it is for the business of ‘reprisals’ to get out of hand!”

„… die Argyll and Sutherland Highlanders of Canada in Friesoythe ihren beliebten Kommandeur verloren … Infolgedessen wurde ein großer Teil der Stadt Friesoythe durch eine irrtümliche Repressalie in Brand gesteckt. Diese unglückliche Episode fiel mir auf und geriet so in die Geschichtsbücher, da ich zu der Zeit in Friesoythe war und sah, wie Menschen aus ihren Häusern vertrieben und die Häuser niedergebrannt wurden. Wie schmerzlich leicht kann das Durchführen von ‚Repressalien‘ außer Kontrolle geraten!“

Vokes kommentierte in seiner Autobiographie, die vierzig Jahre nach dem Ereignis verfasst wurde, dass er „kein großes Gefühl der Reue über die Beseitigung von Friesoythe hatte. Wie auch immer.“